# Victory Through Air Power
Victory Through Air Power ist ein US-amerikanischer animierter Dokumentar- und Propagandafilm der Walt Disney Productions aus dem Jahr 1943. Er basiert auf dem gleichnamigen, im Jahr zuvor veröffentlichten Sachbuch von Alexander Procofieff De Seversky und kam im Juli 1943 in die Kinos.
Edward H. Plumb, Paul J. Smith und Oliver Wallace wurden für die Filmmusik für einen Academy Award nominiert.

## Produktion
Walt Disney, der schon seit einiger Zeit einen Film über die militärische Luftfahrt plante, hatte Severskys Victory through Air Power unmittelbar nach Veröffentlichung gelesen und war so beeindruckt, dass er persönlich die Produktion des Animationsfilms finanzierte. Er entschied sich im Juni 1942, die Filmrechte zu kaufen, und begann sofort mit der Umsetzung. Der nach Bambi geplante Film Peter Pan wurde so auf unbestimmte Zeit verschoben. Laut dem Filmkritiker Richard Schickel produzierte er den Film mit Eile mit dem Ziel, die Öffentlichkeit und Entscheidungsträger wachzurütteln, und überwand dabei sogar seine Abneigung gegen Limited Animation. Es dauerte bis 1945, bis Disney seine durch den Film entstandenen Schulden in Höhe von 1,2 Mio. $ begleichen konnte. Nachdem sich Disneys wichtigster Distributionspartner RKO Radio Pictures geweigert hatte, den Film zu veröffentlichen, entschied er sich, den Auftrag an United Artists zu vergeben, bis dahin eine absolute Ausnahme. Obwohl Disney eine ganze Reihe von animierten Kurz- und Langfilmen für militärische Zwecke produzierte, blieb Victory Through Air Power der einzige in den Kinos gezeigte Film in Spielfilmlänge, der sich mit dem Zweiten Weltkrieg beschäftigt.

## Inhalt
Im Intro wird der Film dem 1936 verstorbenen US-Luftfahrtpionier und Luftkriegstheoretiker Billy Mitchell gewidmet. Nach einer kurzen Einführung in die Geschichte der Luftfahrt werden dann in Form eines klassischen Lehrfilms die Theorien de Severskys über die fundamentalen Änderungen in der Kriegsführung durch Luftmacht vermittelt. Als Beispiele werden etwa die Invasion Norwegens, die Luftschlacht um England, der Angriff auf Pearl Harbor und die Versenkung der Force Z gezeigt. Seversky spricht dann über den Weg, den die USA als „Arsenal der Demokratie“ einschlagen sollten: Durch ihre Produktionskapazitäten würde es möglich sein, eine überlegene Luftmacht ins Feld zu stellen und zu versorgen, die eine entscheidende Rolle bei der Niederringung der Achsenmächte in Europa und Asien spielen könnte. Durch Schläge aus der Luft gegen das Herz der Rüstungsindustrie könne der Krieg verkürzt und unzählige Menschenleben gerettet werden. Hierzu würden Luftoffensiven durch Langstreckenbomber das Mittel der Wahl sein.

## Rezeption und Wirkung
Am 11. Juli 1943 widmete die New York Times dem Film eine halbe Seite unter dem Titel Victory from the Air und setzte dabei Standbilder des Films mit kurzen Bildunterschriften ein. Dies war möglicherweise das erste Mal, dass in der Presse solche visuellen Mittel zur Propagierung eines Films, der politische Inhalte vermittelte, angewandt wurden.

“It is one thing to hear someone say that against modern bombers, 'bristling with armament ... small single-seater fighters will find themselves helpless, for their guns are not maneuverable—they are fixed and can only fire forward.' It is quite another to have this accompanied by vivid animations of swastika-tailed fighters jockeying for position and being shot down by beam-like animated blasts of fire from a bomber whose guns are "always in firing position."”

Schickel zitiert den Filmkritiker James Agee:

„Major de Seversky and Walt Disney know what they are talking about, for I suspect that an awful lot of people who see Victory Through Air Power are going to think they do ... I had the feeling I was sold something under pretty high pressure, which I don't enjoy, and I am staggered at the ease with which such self-confidence, on matters of such importance, can be blared all over the nation, without cross-questioning.“

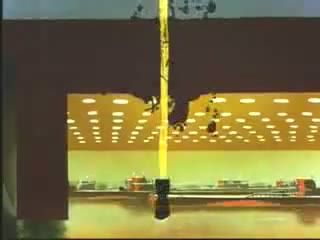
Ein Standbild aus Victory Through Air Power, in dem eine raketengetriebene Bombe einen deutschen U-Boot-Bunker zerstört

Seit Pearl Harbor waren die Disney Studios im Grunde zu einem Propagandawerkzeug der US-Regierung transformiert worden. Während die meisten der Propagandafilme zu militärischen Ausbildungszwecken produziert wurden, waren es wenige Filme wie Victory Through Air Power, die zur Beeinflussung der breiten Masse gedreht wurden.
Das Studio sandte eine Kopie des Films an die Teilnehmer der Quadrant-Konferenz in Québec im August 1943, wo der Film Churchill und Roosevelt vorgeführt wurde. Laut Leonard Maltin änderte der Film Roosevelts Ansichten über Seversky, er wurde davon überzeugt, dass jener Recht hatte. (Die Combined Bomber Offensive war allerdings schon Monate vorher, auf der Casablanca-Konferenz, beschlossen worden.) Roosevelt erkannte zudem das Potential des Films für die Aufklärung und Beeinflussung der eigenen Bevölkerung. Der Film war unter US-Soldaten beliebt, insbesondere, weil er in der Ausführung anderen Propagandafilmen der Zeit überlegen und leicht verständlich war.
Der Film spielte auch eine wichtige Rolle für die Disney Corporation selbst, da er den Eintritt in das Metier des Lehrfilms markierte. Solche Filme wurden und werden seitdem fürs Militär, für Schulen und für die berufliche Ausbildung produziert. Die Firma fand hierdurch einen Weg, ihre heute bekannten Charaktere einem Millionenpublikum weltweit bekanntzumachen. Für den Rest des Krieges fungierten Disney-Charaktere als „Botschafter“ für die Welt, in Filmen wie Donald Gets Drafted, Education for Death, Der Fuehrer’s Face und zahlreichen anderen.

## Spätere Veröffentlichungen
Nach seinem Release und Re-Release 1943 und 1944 wurde der Film für 60 Jahre nicht mehr veröffentlicht, vermutlich wegen seiner Propagandanatur und der geänderten Beziehungen zu Deutschland und Japan. Er wurde jedoch gelegentlich bei Filmretrospektiven gezeigt. Das Eingangskapitel über die Geschichte der Luftfahrt wurde mehrfach in der Disney anthology series im Fernsehen gezeigt. Im Jahr 2004 wurde der Film auf DVD veröffentlicht als Teil der Walt-Disney-Treasures-Sammlung Walt Disney on the Front Lines.